# Stalker
Stalker (en ruso: Сталкер; conocida en algunos países de habla hispana como La Zona) es una película soviética de ciencia ficción de 1979 dirigida por Andréi Tarkovski. Está basada –en términos generales– en el libro Picnic extraterrestre de los hermanos Arkadi y Borís Strugatski.
Stalker significa «acechador». El uso del vocablo inglés proviene de su empleo frecuente en el libro original de los hermanos Strugatski, que sitúa la acción en Canadá.
La película describe el viaje de tres hombres a través de un lugar postapocalíptico conocido como «la Zona», donde buscan una habitación que tiene la capacidad de cumplir los más recónditos deseos de una persona. Está protagonizada por Aleksandr Kaidanovski en el papel de Stalker, quien guía a los otros dos hombres: el Escritor, interpretado por Anatoli Solonitsyn, y el Profesor, interpretado por Nikolái Grinkó. Alisa Freindlich interpreta el papel de la esposa de Stalker.
Este film nos muestra la estética de Tarkovski con tomas largas, intensamente elaboradas, intercaladas con diálogos y poemas filosóficos.
Stalker ha sido llamada una de las mejores películas dramáticas de la segunda mitad del siglo XX y ocupa el puesto 29 en la encuesta "Las 50 mejores películas de todos los tiempos" del British Film Institute.

## Argumento
El guion fue fruto de la colaboración entre los hermanos Strugatski y el director, aunque este último no aparezca como guionista en los títulos de crédito. Hay una enorme distancia entre el guion y la novela original. En esta aparecen numerosos stalkers, naves y objetos misteriosos. En el guion, al que Arkady se refirió como «una parábola de la novela», solo aparece un stalker con propósitos muy distintos de los del libro original y la trama se reduce a un solo episodio que se desarrolla en un único día.
Un accidente en la máquina de revelado de negativos de los estudios Mosfilm acabó con la mayor parte de la película. Ante la negativa del Comité Estatal para la Cinematografía de la URSS de compensar las pérdidas, Tarkovski redimensionó la película en dos partes: para la primera emplearía el material salvado, y para la segunda consiguió una ampliación del presupuesto original.

### Primera parte
En un país no especificado surgió una zona (llamada «zona de aterrizaje» según el libro) en donde corría el rumor, entre otras cosas, de que había caído un meteorito o había habitado sobre el lugar una civilización extraterrestre. La zona fue evacuada, cerrada y se encuentra resguardada continuamente por un fuerte cerco militar. Todo esto porque la mayoría de las personas que entraba a la zona no regresaba nunca. Sin embargo, algunas personas, los stalkers, se dedicaban a llevar gente a la zona, en su mayoría, gente desesperada. 
En la segunda secuencia, el Stalker, protagonista de la película, sale de su cama, donde yacían dormidas también su esposa y su hija pequeña. Cabe destacar que en esta escena, mientras él está en la cama con rostro moribundo, un tren en el que suena La Marsellesa pasa por las afueras del hogar. Después, mientras el stalker se lava los dientes, la esposa se levanta y lo recrimina porque volverá a la Zona. Ella se desploma llorando al tiempo que pasa otro tren en el que se puede escuchar la obertura de "Tannhäuser" de Richard Wagner. Él hace caso omiso y se marcha.
Se encuentra con un hombre y una mujer junto a un coche lujoso. Ambos le están esperando para que los conduzca a la Zona. La mujer va lujosamente vestida y tiene modales de clase alta. El stalker la rechaza y hace que se marche. Luego, junto con el hombre se dirige hacia un bar donde les espera una tercera persona.
En una casa, dispuesta como bar, aparecen ya los tres personajes principales: el stalker, el escritor y el profesor. Estos dos últimos no se conocen y cada uno le ha pagado por separado al stalker para que los conduzca a la Zona, hacia donde emprenden el viaje en un jeep. Atraviesan diversos paisajes peligrosos y reciben disparos sin resultar heridos al atravesar el cerco policial. Tras un breve lapso abandonan el auto y se montan en una vagoneta de tren que yacía estacionada en un lugar abandonado, que les llevará a la Zona.
Al llegar a la zona se bajan de la vagoneta y la mandan sin ningún ocupante de vuelta al lugar del que ellos habían llegado. En la Zona el stalker los deja momentáneamente y el profesor y el escritor entablan una conversación breve en la que se sabe que la hija del stalker había nacido sin pies «como consecuencia de la zona». Allí emprenden rumbo y se van caminando de manera curva puesto que «en la zona nadie puede caminar rectamente, ya que, cuanto más derecho se vaya más riesgo hay».
Es casi imposible ir a la zona sin un stalker, pues la Zona es casi únicamente naturaleza, y esta cambia a cada instante y sin previo aviso. «La zona exige ser respetada. No sé que sucede aquí cuando no hay nadie, pero basta que entre alguien para que todo se ponga en movimiento de inmediato» dicen en un instante particularmente conmovedor del film.

### Segunda parte
En la segunda parte los tres personajes recorren muchos lugares, pasando, entre otros, por una cascada que se debe cruzar por detrás y una roca con magma que arde en llamas. El profesor pierde la mochila y desanda el camino para buscarla hasta que sus acompañantes terminan por darlo por muerto. Al rato el profesor vuelve a aparecer y resulta que había adelantado de los otros dos viajeros, con un contenedor metálico a su lado. Los tres vuelven a emprender el camino para encontrar «la habitación» hasta que llegan a un tubo gigante llamado «molino de carne». El molino de carne es una de las peores cosas de la Zona, pues alrededor de la mitad de las personas que ha logrado llegar a la zona ha muerto dentro. Para decidir quién entrará primero el stalker ofrece dos cerillas de un mismo tamaño. El escritor saca una y avanza primero, seguido del profesor y del stalker. Dentro del molino de carne las imágenes se hacen desesperantes y a la vez bellísimas, como en toda la película. Los tres logran llegar al otro lado, donde deben atravesar, en el mismo orden por unas escaleras que se van hundiendo en el agua y luego vuelven a subir.
Al salir de una puerta los conduce por un lugar repleto de arena, como un desierto, donde el escritor se adelanta y casi muere. En una pequeña antecámara un teléfono comienza a sonar; el escritor contesta diciendo «esta no es la clínica». El profesor decide usar el teléfono para avisar a un colega que ha encontrado la bomba, en «el viejo edificio, búnker 4» y planea usarla en «la habitación».
Al lograr llegar a la habitación, donde se conceden los deseos, los tres entablan una conversación en la que acusan al stalker de ser un «Estafador, que abusa de la gente desgraciada», pero según el stalker «nadie puede entrar a la Zona con fines lucrativos». El profesor trata de usar una bomba que traía en su mochila (el contenedor metálico encontrado en el «viejo edificio, Búnker 4») para destruir la habitación puesto que cree que sería muy peligroso que alguien malvado pidiera sus deseos allí. El escritor también está de acuerdo. Sin embargo, el stalker inicia una pelea para salvar la habitación y grita: «¿por qué queréis destruir la fe?». Pero luego el profesor cambia de parecer y desarma la bomba. 
En la siguiente escena los tres vuelven a estar reunidos en el bar del comienzo y han salido de la Zona, aunque no se sabe cómo, sin la vagoneta enviada de regreso, ya que «en la zona nadie regresa por el mismo lugar por el que entra».
El stalker se queda con un perro que encontró en la Zona, lo cual resulta raro, porque nadie puede vivir allí. En su casa, el stalker habla con su mujer y esta hace un monólogo mirando a la cámara en el que dice que no se arrepentía de haberse casado con él, a pesar de todos los prejuicios que la gente le hacía por casarse con un stalker. Pero ella se defendía diciendo que él era un hombre diferente.

### Final
En la última secuencia de la película se muestra a la hija del stalker leyendo un libro. Mientras lo aparta a un lado, la cámara se aleja y muestra a la hija junto a la mesa que tiene enfrente con unos vasos puestos sobre esta. La niña gira la cabeza y se concentra en los vasos, que parece mover por telequinesis hasta hacerlos caer por el extremo de la mesa. Y en una de las escenas, mientras la niña continúa dirigiendo los vasos, por atrás de la casa pasa un tren, en donde suena un fragmento del cuarto movimiento de la novena sinfonía de Beethoven.

## Reparto
- Alexander Kaidanovsky como el stalker.
- Anatoly Solonitsyn como el escritor.
- Alisa Freindlich como la esposa del stalker.
- Nikolai Grinko como el profesor (voz de Sergei Yakovlev).
- Natasha Abramova como Martiška, la hija del stalker.
- Faime Jurno como la novia del escritor.
- E. Kostin como Lyuger, dueño del café.
- Raymo Rendi como el policía patrulla.
- Vladimir Zamansky como la voz del teléfono.

## Estética

### Colorido e imágenes
La mayor parte de Stalker está filmada en color, pero otra parte está también filmada en sepia. Desde que la película comienza hasta que llegan a la Zona está en sepia. Luego está en color durante toda la estadía en la zona, exceptuando ciertos momentos específicos, como cuando el perro que se va de la Zona junto a ellos aparece o cuando se lee con la voz en off de la esposa un poema, justo cuando los tres están tirados, como durmiendo pero conversan entre sí.
Posteriormente vuelve a estar en sepia, cuando están en el bar, pero vuelve el color cuando la familia del stalker junto a él van desde este lugar rumbo a su hogar (la hija del stalker, que –como particularidad– es pequeña, no tiene pies y su cabello luce atado con un pañuelo apretado, es llevada por su padre sentada en sus hombros) y vuelve el color sepia cuando están en su hogar y el stalker da leche al perro encontrado en la zona y conversa con su esposa, pero la escena final está en color.
La película es reconocida internacionalmente por las imágenes poéticas que se muestran durante su transcurso, entre las que se destaca la que se muestra el humus moviéndose como si fuera el mar.

### Poemas
Durante el transcurso de la película son leídos dos poemas (Cuando se muestra el agua y llega el perro y en la escena final). Los poemas pertenecen al padre de Andréi Tarkovski: Arseni Tarkovski. También son citados versos de Fiódor Tiútchev, y fragmentos de Dào Dé Jing (cap. 76), del Apocalipsis y del Evangelio según San Lucas (VI, 12-17).

### Banda sonora
Fue compuesta por Eduard Artémiev, quien ya había compuesto para Tarkovski en Solaris y El espejo. Artémiev compuso y grabó una primera versión con orquesta que fue rechazada por Tarkovski. La segunda versión, usada en la película, fue creada con instrumentos tradicionales orientales y occidentales que fueron manipulados usando efectos de sonido de un sintetizador.
En la banda sonora final, las fronteras entre música y sonido fueron difuminadas hasta el punto de hacerlos indistinguibles. Tarkovski expresó su convencimiento de que la música cambia el tono emocional de la imagen visual, pero no su significado. También creía que en un film con consistencia completa, la música no tendría lugar al ser reemplazada completamente por sonidos. Esa consistencia fue buscada por el director en Stalker y en Nostalgia.

## Acerca del libro
Aunque los autores de la novela original (Borís y Arkadi Strugatski) también escribieron el guion de la película, Tarkovski imprime su particular visión y por ende el filme difiere en muchos sentidos. Por ejemplo, ningún personaje retiene su nombre original y la comunidad científica y policíaca presente en la novela es omitida en la película. Asimismo, los demás stalkers que compiten y trabajan con el protagonista en el libro no aparecen en el filme. Otra diferencia es que nadie en el libro entra a la zona de buena gana tal como lo hacen en el filme el profesor y el escritor. Sólo los stalkers entran, en la novela y esto por la ganancia económica que representa extraer objetos de la zona. En la versión de Tarkovski. por el contrario, el stalker, en lugar de llevar el objetivo a sus clientes, lleva sus clientes al objetivo.
La única característica de importancia que Tarkovski retiene del libro Picnic extraterrestre es la palabra "stalker" y "Zona". Otro detalle que sobrevivió a la adaptación es que al entrar a la zona el stalker arroja tuercas ante él para decidir qué rumbo tomar.
El epígrafe con el que comienza el filme es un fragmento de la entrevista realizada en la novela por el enviado especial de Radio Harmont al doctor Valentín Pilman.

## Lugares de rodaje
La película fue rodada en la ciudad de Tallin (en la entonces RSS de Estonia) y sus alrededores. La parte principal de la historia se hizo en unos cuantos días en una central hidroeléctrica abandonada en el río Jägala, también en Estonia. La toma justo antes de entrar en la Zona es de una planta química del centro de la capital estonia. Algunas imágenes de la Zona se rodaron en Maardu, cerca de la central eléctrica Iru. Las puertas de la Zona se tomaron en Lasnamäe, cerca de la calle Punane ("Calle Roja").
Galería

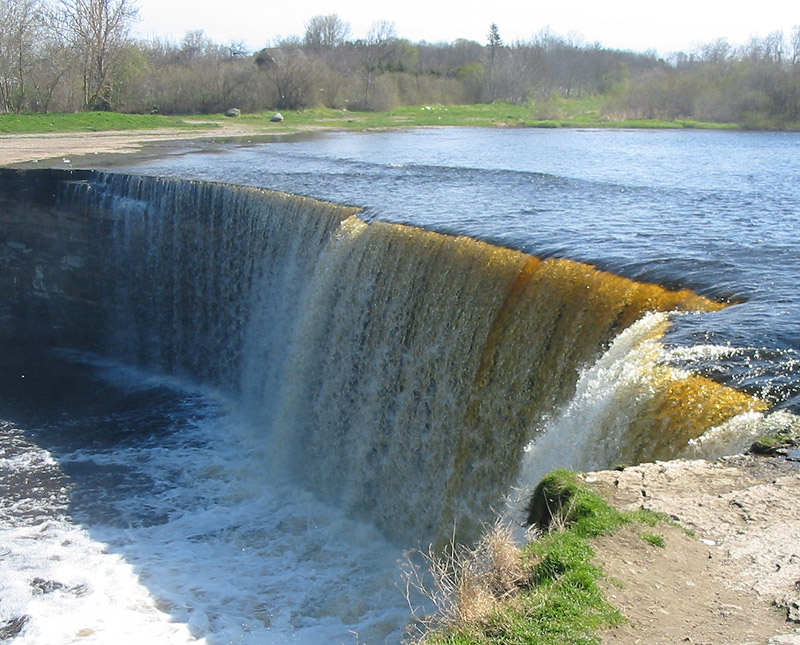
Cascada en el río Jägala.
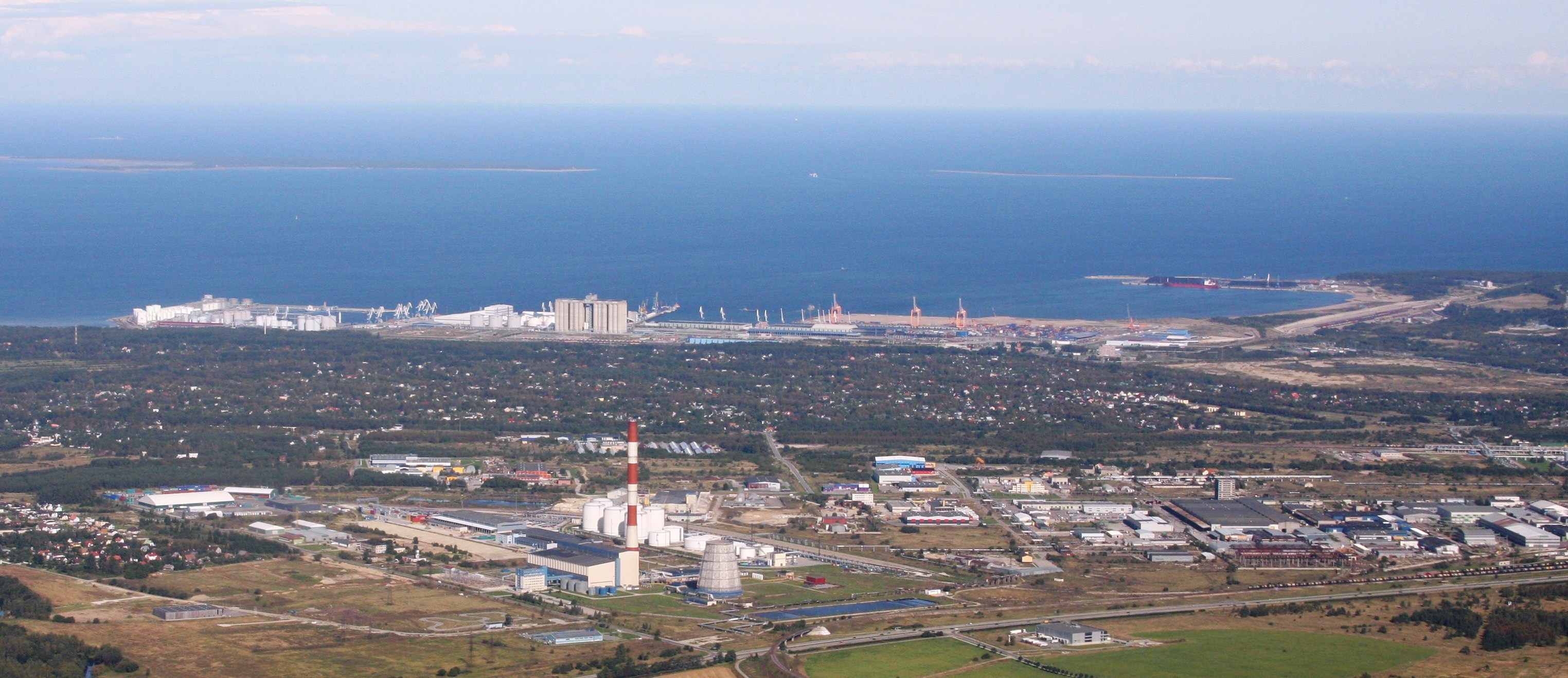
Maardu
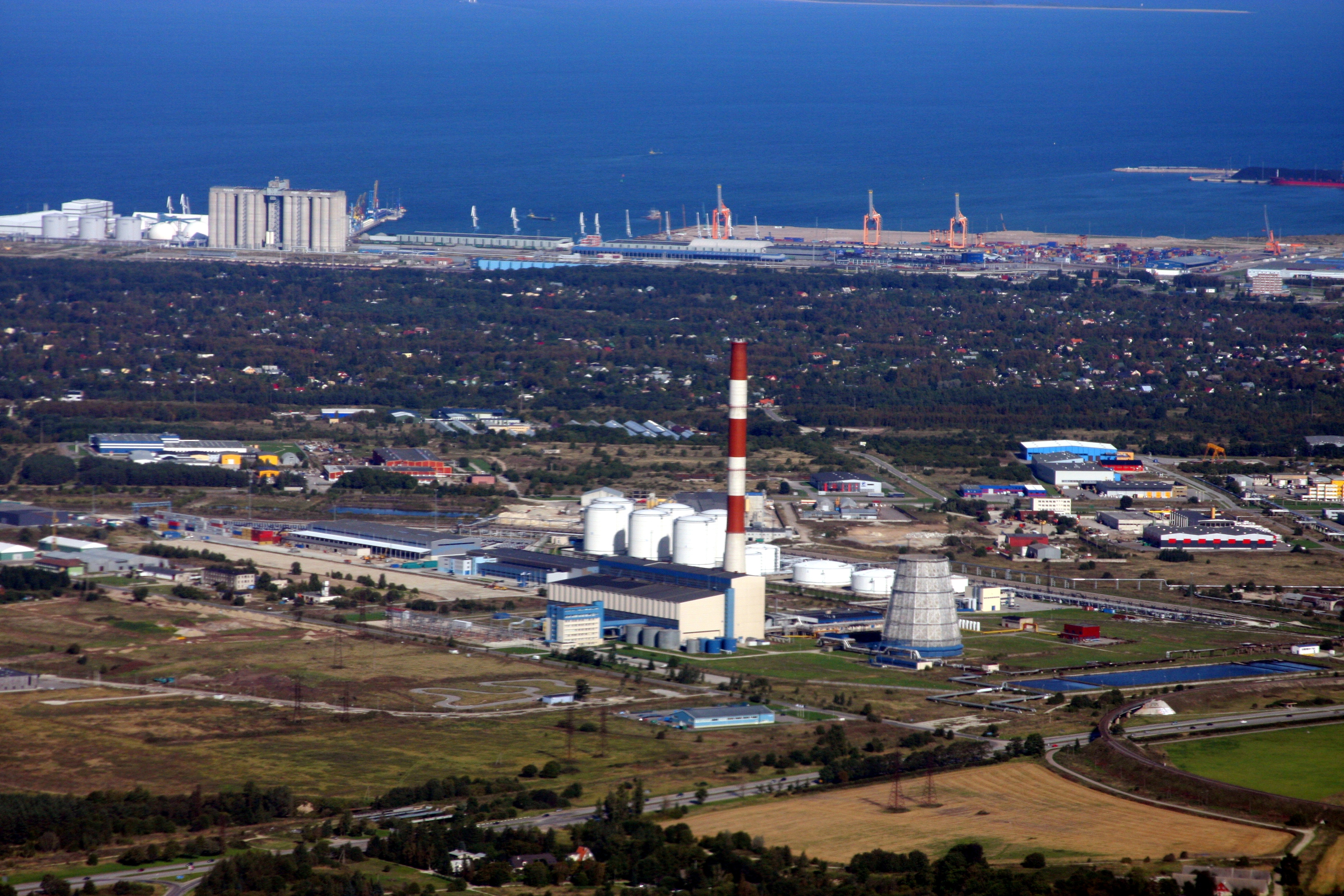
Central eléctrica Iru.
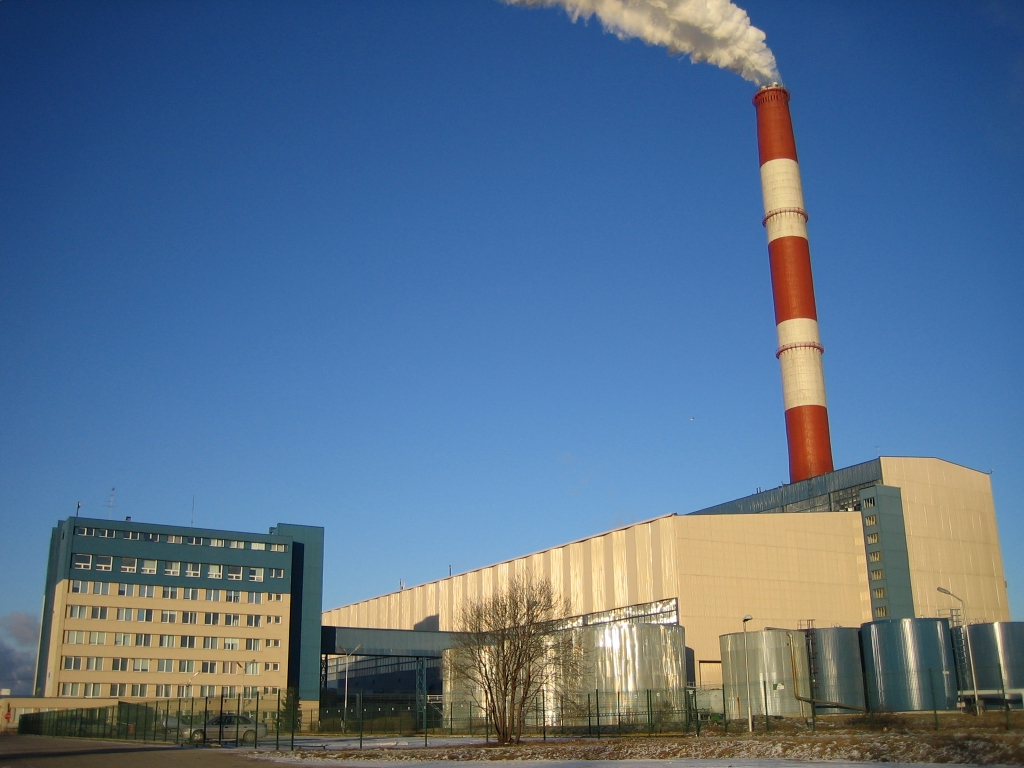
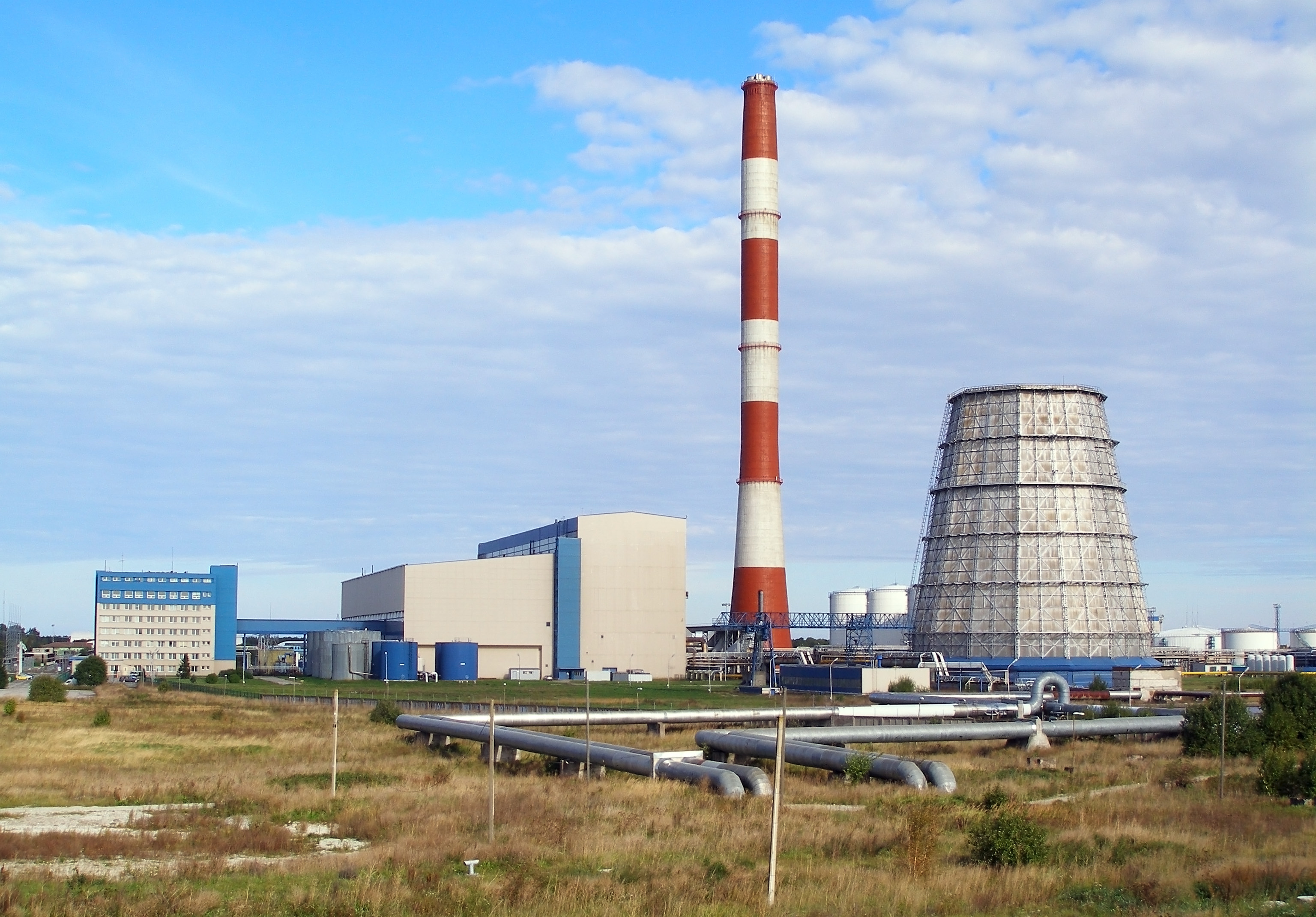
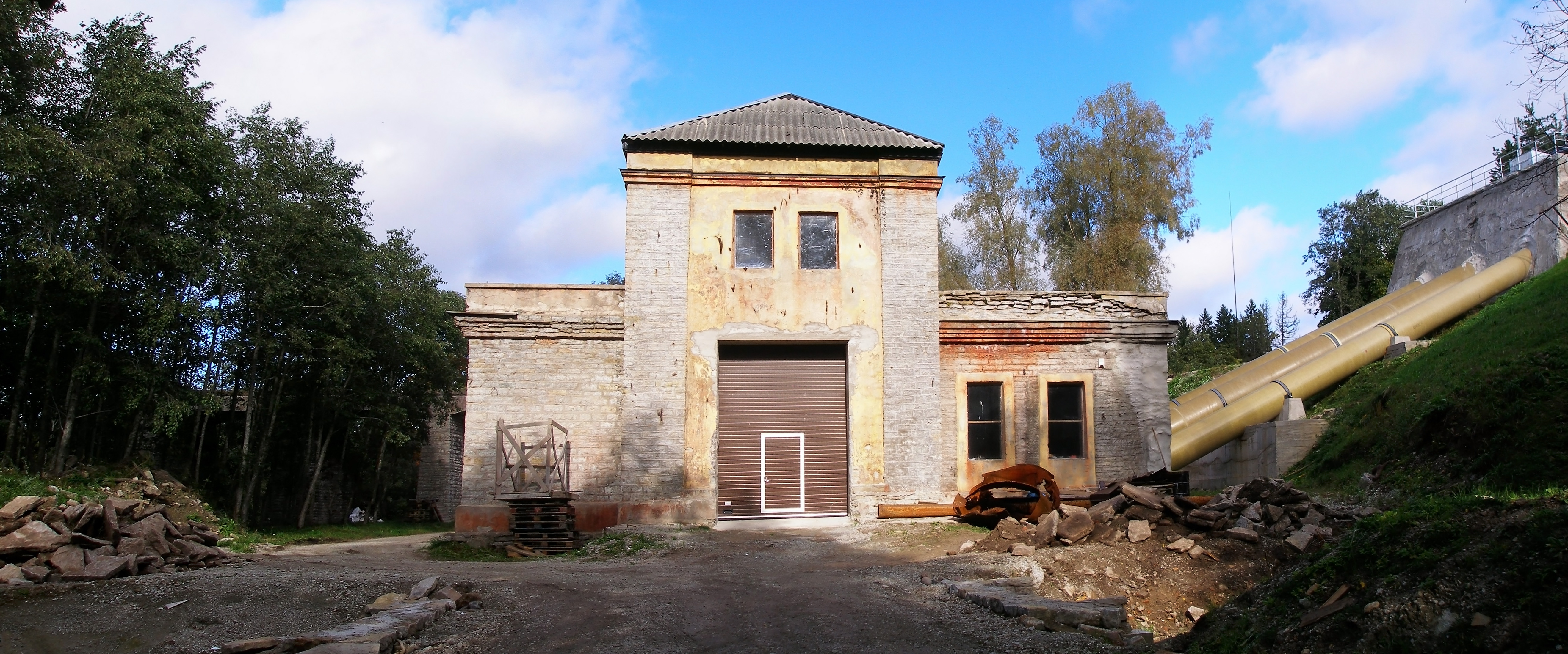
La central eléctrica donde fue filmada la parte central de Stalker.

## Influencias
El accidente de Chernóbil, que ocurrió siete años después del lanzamiento de la película, condujo a la despoblación en los alrededores —llamada oficialmente "Zona de alienación"— muy parecido a la "Zona" de la película. Algunas de las personas empleadas para cuidar la planta de energía nuclear abandonada se refieren a sí mismas como "stalkers".
En 2007 se lanzó un videojuego titulado S.T.A.L.K.E.R.: Shadow of Chernobyl, basado en el mismo libro. El videojuego modifica ciertos contenidos para unir más la ficción a una realidad caótica, aunque se conservan ciertas referencias como “La zona”, los extraños cambios en el ambiente, la entidad misteriosa que concede deseos, e incluso el uso de tornillos que se arrojan para encontrar áreas seguras.
Desde su lanzamiento, los fanáticos y seguidores de la "Saga S.T.A.L.K.E.R." de todas partes del mundo han estado pidiendo a gritos nuevas películas que mezclen la emoción del juego con las sensaciones de la película original. Peticiones que parecen haber sido escuchadas por los creadores de S.T.A.L.K.E.R., llegando noticias sobre la posible aparición de un film y la posibilidad de que el director alemán Uwe Boll se haga cargo de la realización del mismo.